# Bélmez
Bélmez település Spanyolországban, Córdoba tartományban. Bélmez Villanueva del Duque, Espiel, Villanueva del Rey, Fuente Obejuna, Peñarroya-Pueblonuevo és Hinojosa del Duque községekkel határos. Lakosainak száma 2818 fő (2024).

## Népesség
A település népessége az elmúlt években az alábbi módon változott:
| Lakosok száma | 3817 | 3527 | 3327 | 3246 | 3216 | 3227 | 3062 | 2923 | 2905 | 2818 |
|               | 2001 | 2004 | 2006 | 2009 | 2011 | 2014 | 2016 | 2019 | 2021 | 2024 |